# حارة مسيك الجنوبية (صنعاء)

تعديل مصدري - تعديل

حارة مسيك الجنوبية هي إحدى حارات حي مسيك بمديرية شعوب إحد مديريات العاصمة اليمنية صنعاء، بلغ تعداد سكانها 1175 نسمة حسب تعداد اليمن لعام 2004.